# نازلی فاضل
نازلی فاضل (۱۸۵۳ - ۱۹۱۳) شاهدخت مصری از دودمان محمد علی پاشا و از نخستین زنان برای احیای سنت‌های ادبی و برگزاری محافل ادبی در جهان عرب بود. او در کاخ خود در قاهره از دهه ۱۸۸۰ تا درگذشت به برگزاری محافل ادبی می‌پرداخت و بسیار نیکوکار در کمک به دولت برای امور فرهنگی بوده است. 